# Bliesransbach
Bliesransbach (ⓘ) ist ein Ortsteil der saarländischen Gemeinde Kleinblittersdorf im Regionalverband Saarbrücken. Bis Ende 1973 war Bliesransbach eine eigenständige Gemeinde. Der Ort wird auch als „Tor zum Bliesgau“ bezeichnet.
Bundesweite Bekanntheit erhielt der Ort durch den Fußballschiedsrichter „Biwersi aus Bliesransbach“, der zwischen 1965 und 1978 121 Bundesligaspiele leitete.

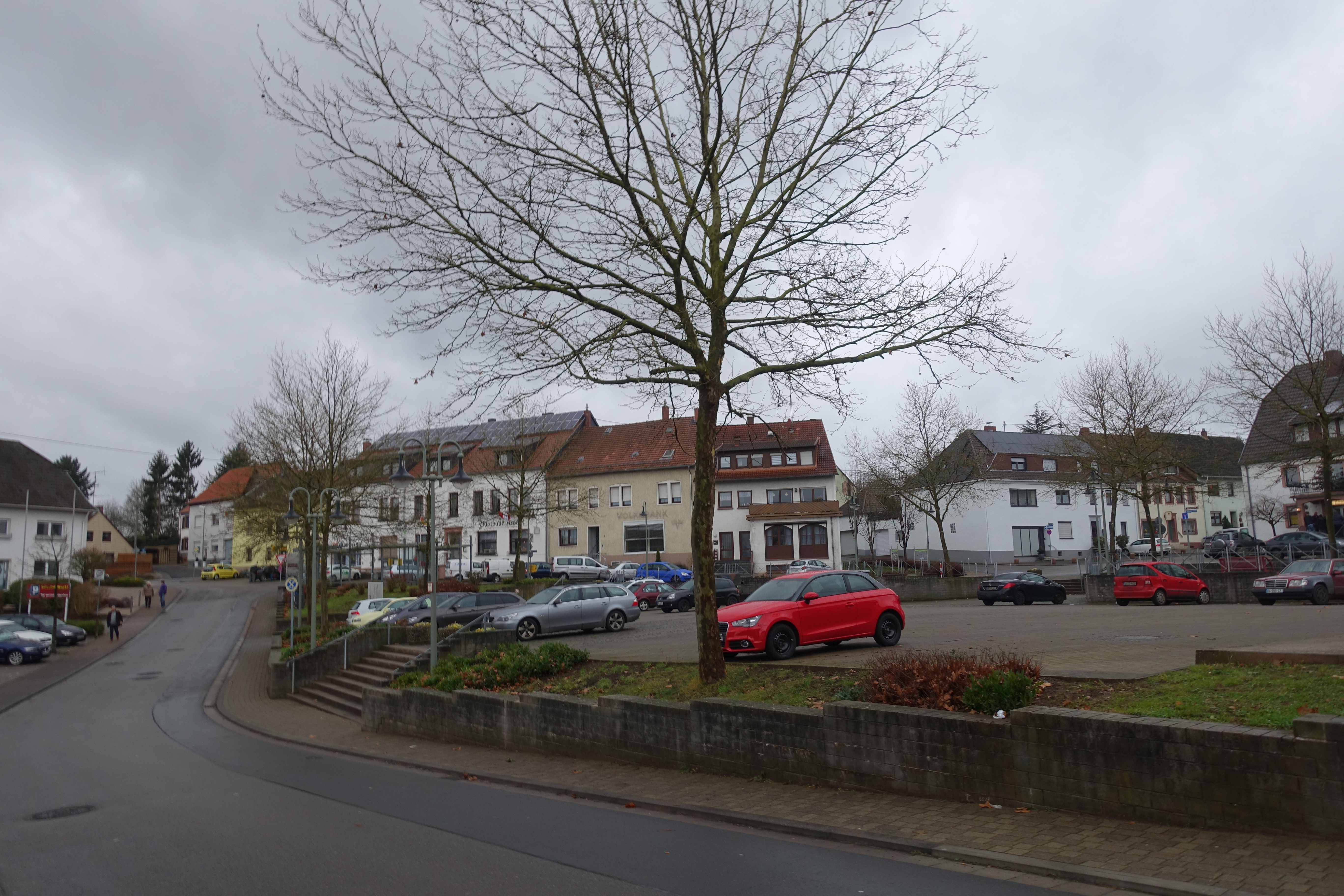
Marktplatz von Bliesransbach

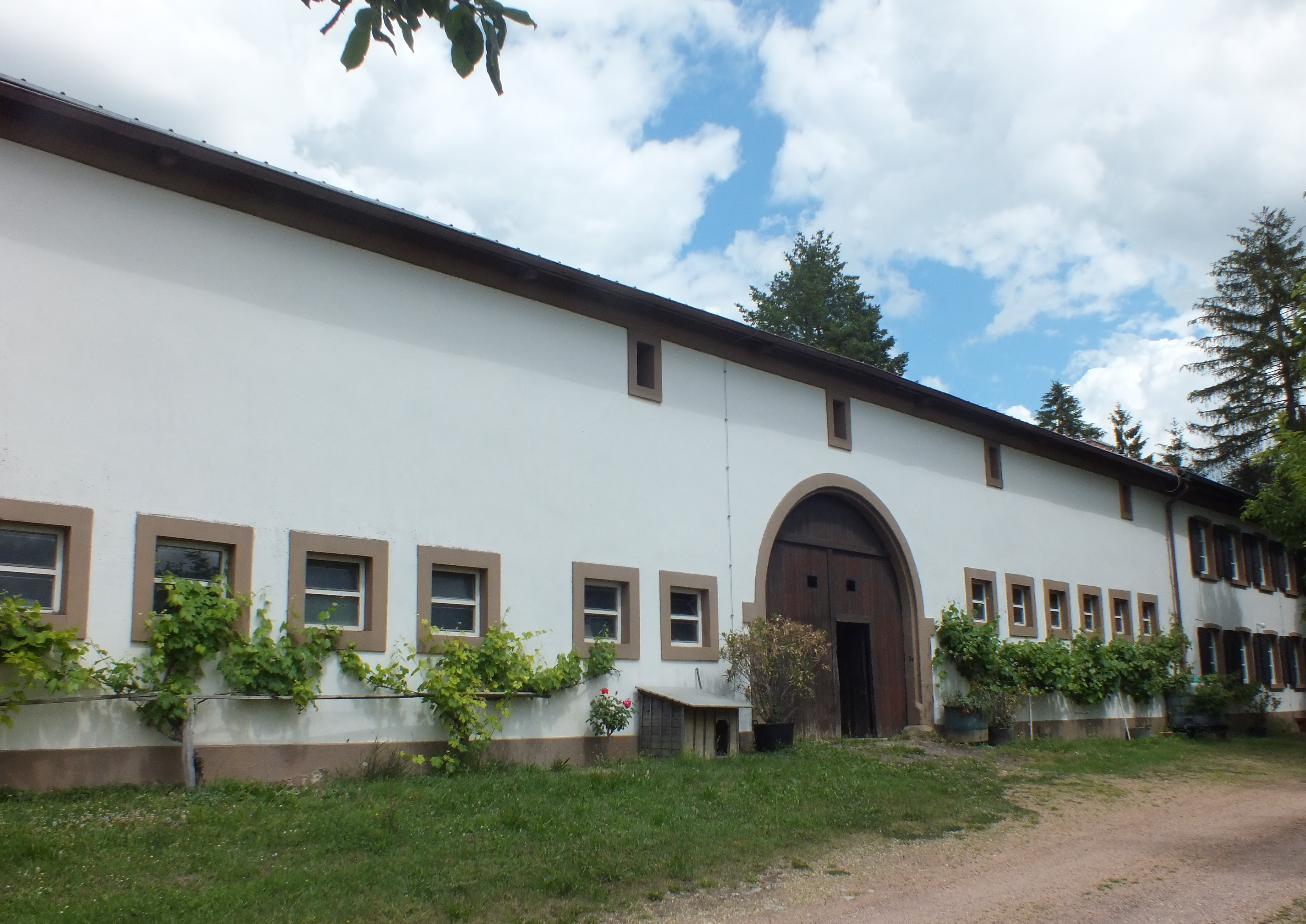
Ritthof. Ein früheres Weingut wurde oft von Alfred Döblin besucht und der Weg 1988 nach ihm benannt und sieben Infotafeln 2015 aufgestellt

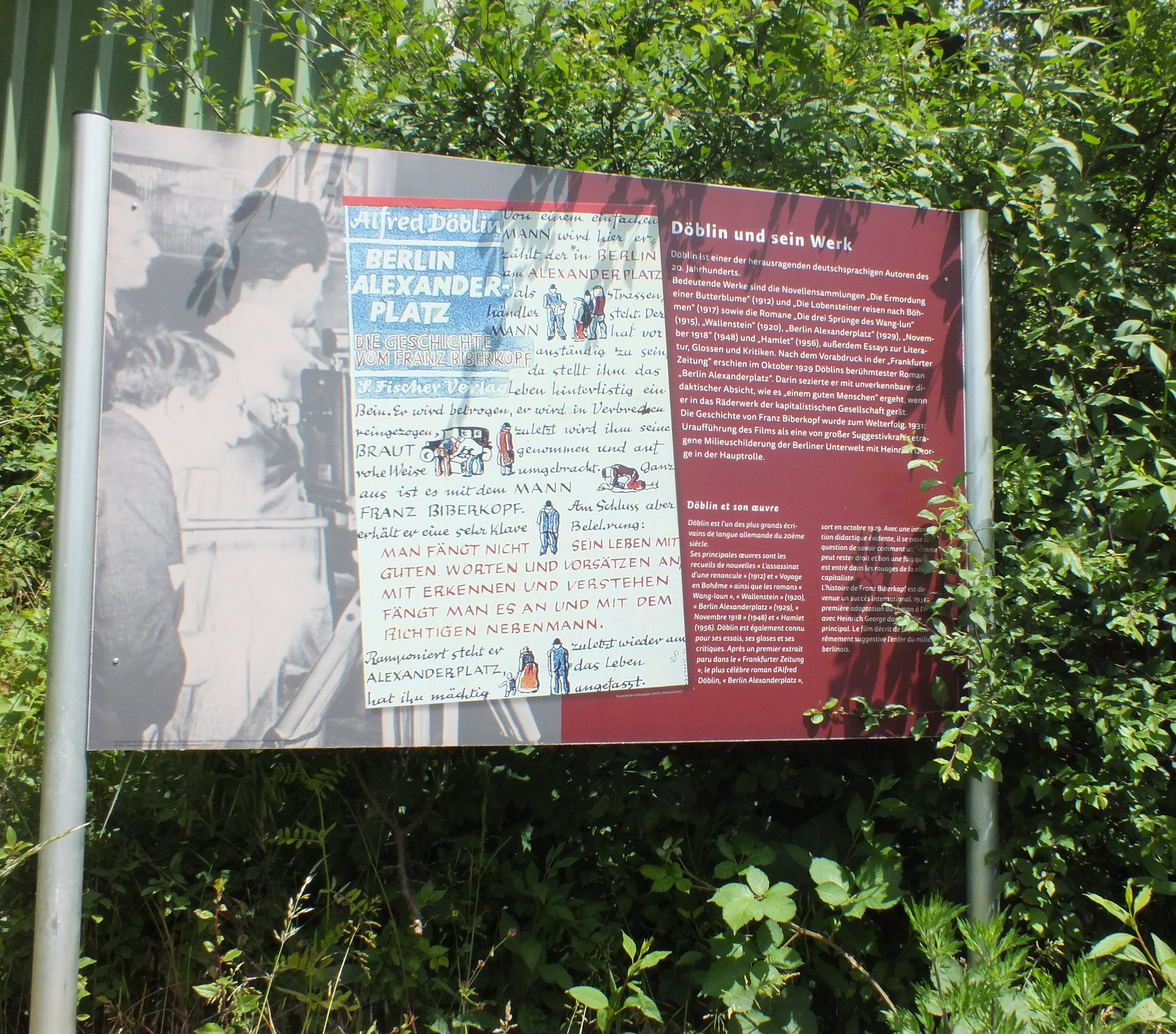
Infotafel zu Döblin und seinem Werk in Bliesransbach

## Lage
Bliesransbach liegt im südöstlichen Winkel des Stadtverbandes Saarbrücken, im unteren Bliestal auf einem nach Süden geneigten Hang. Dieser Hang gehört zu einem weiten Talkessel, der von der Blies, dem Grenzfluss zu Frankreich, durchflossen wird.
Nachbarorte sind Bliesmengen-Bolchen, Blies-Schweyen, Blies-Guersviller, Sitterswald, Auersmacher, Kleinblittersdorf, Bübingen, Fechingen, Eschringen und Ormesheim.
Der Talkessel wurde vor Millionen von Jahren, zur Zeit der Alpenfaltung, von der Blies hufeisenförmig und nur nach Süden offen herausgewaschen. So bleibt dieses Becken der unteren Blies von den Randbergen her gegen allzu raues Wetter abgeschirmt.
Daraus ergibt sich für diese nach Süden offene Landschaft eine spürbar intensivere und wärmendere Sonneneinstrahlung als in anderen Landstrichen.
Im Bannbezirk bewirken die Höhenunterschiede vom Blieslauf (195 m über NN) über die mittlere Ostlage (235 m über NN) bis hin zu dem umlaufenden Bergrücken (360 m über NN) verschiedene Kleinklimazonen, die auch als Vegetationszonen erkennbar sind. In den kühlen, feuchten Niederungen der von Pappeln und Weiden umzäunten Blies und ihrer Nebenbäche breiten sich Wiesen und Weiden aus. In den mittleren Höhen bis auf die Berge hinauf wird Ackerbau betrieben. Hier finden wir auch in Ortsnähe die vielen Obstbaumreihen, die bekannten landschaftsprägenden „Streuobstwiesen“ Stockalmet, denen das untere Bliestal den Ruf einer „Parklandschaft“ verdankt. Der Wald von Bliesransbach, der schon auf dem Hasselberg begann und bis zur Grenze nach Ormesheim reichte, lieferte in früheren Jahrhunderten das Bau- und Brennholz für die Bewohner.

## Geschichte
Diese günstige, siedlungsfreundliche Lage des unteren Bliestals hat immer ihren Reiz auf die Menschen ausgeübt und dazu geführt, dass diese Gegend schon zur Zeit der Vor- und Frühgeschichte besiedelt war.
Schon in der jüngeren Steinzeit (5000–2000 v. Chr.) besiedelten Menschen in nicht geringer Zahl den Bliesgau als Jäger und Ackerbauern. Dies kann man aufgrund zahlreicher Bodenfunde auch für den Bliesransbacher Raum annehmen.
Bliesransbach wurde im Jahre 796 von den reichen und begüterten Widonen, Wido, und seinem Bruder Werner, dem Kloster Hornbach vermacht (die Urkunde hierüber befindet sich im Landesarchiv Speyer).
Im Rahmen der saarländischen Gebiets- und Verwaltungsreform wurde die bis dahin eigenständige Gemeinde Bliesransbach am 1. Januar 1974 der Gemeinde Kleinblittersdorf zugeordnet.
Der Schriftsteller Alfred Döblin war als Militärarzt im Ersten Weltkrieg oft in Bliesransbach. Seine Eindrücke von Besuchen des Ritthofes in Bliesransbach hat er in der Novelle „Das Gespenst vom Ritthof“ zusammengefasst. Nach ihm wurde in der Gemeinde ein Weg - Alfred-Döblin-Weg - von der Wendalinuskapelle zum Ritthof benannt.
120 Bliesransbacher haben an dem Film „Wie befreit man eine Fee?“ 1225 Jahre Bliesransbach - ein Film zur Dorfgeschichte über drei Stunden mitgewirkt.
In der Nacht vom 31. Mai 2018 zum 1. Juni 2018 wurde Bliesransbach von einer Unwetterkatastrophe getroffen.

## Namensdeutung
Der Name Bliesransbach hat seit seiner schriftlichen Ersterwähnung manchen Wandel erfahren: Ramespach, Rameßbach, Ramilspach, Ramspach, Ranspach, Ransbach oder Ranspach iuxta Mengen (Ransbach bei Mengen, zur Unterscheidung von Heckenransbach bei Puttelange in Lothringen) bis hin zu Bliesransbach. Die Verbindung mit den Flussnamen „Blies“ erfolgte verhältnismäßig spät und wurde erstmals 1658 als „Bliesranspach“ und 1663 als „Blieshonspach“ erwähnt.
1434 versetzte Johann von Ruldingen dem Kloster Wörschweiler seine Anteile u. a. an den Dörfern Bolchen, Ranspach und Mengen für 470 Gulden. Dadurch gelangte das Kloster Wörschweiler zu weiterem Grundbesitz auf dem Bliesransbacher Bann.

## Politik

### Wappen
Das Wappen wurde am 27. Mai 1955 genehmigt.
Blasonierung: „Gespalten von Blau und Schwarz, darin eine verkürzte, gestürzte goldene Spitze, in der ein blauer Krummstab aus dem Spalt hervorkommt, vorne eine schräggestellte goldene Wolfsangel mit zwei Mittelsprossen und stumpfen Enden, hinten eine gleiche Wolfsangel mit einer Mittelsprosse.“
Die Farben des Ortes sind Blau - Gelb.
Der Ort stellt im Wappen die Zeitfolge der Territorialherrschaften dar; bis 1560 Kloster Hornbach (Abtstab), bis 1755 Pfalz-Zweibrücken (eingestrichene Wolfsangel) und danach Nassau-Saarbrücken (zweigestrichene Wolfsangel), beide auf Grenzsteinen noch erhalten. Die Dreiteilung des Schildes soll auch die Lage an der Dreiländerecke Bayern/Preußen/Frankreich bzw. Lothringen von 1815 bis 1918 symbolisieren.
Das Wappen wurde von dem Heraldiker Kurt Hoppstädter gestaltet.

### Gemeindepartnerschaften
Seit 1981 pflegt Bliesransbach eine auf Initiative des französischen Journalisten Jean Porhiel und des Bliesransbacher Pfarrers Claus Maria Kiefer gegründete Partnerschaft mit Sucé-sur-Erdre im Département Loire-Atlantique.

## Sehenswürdigkeiten

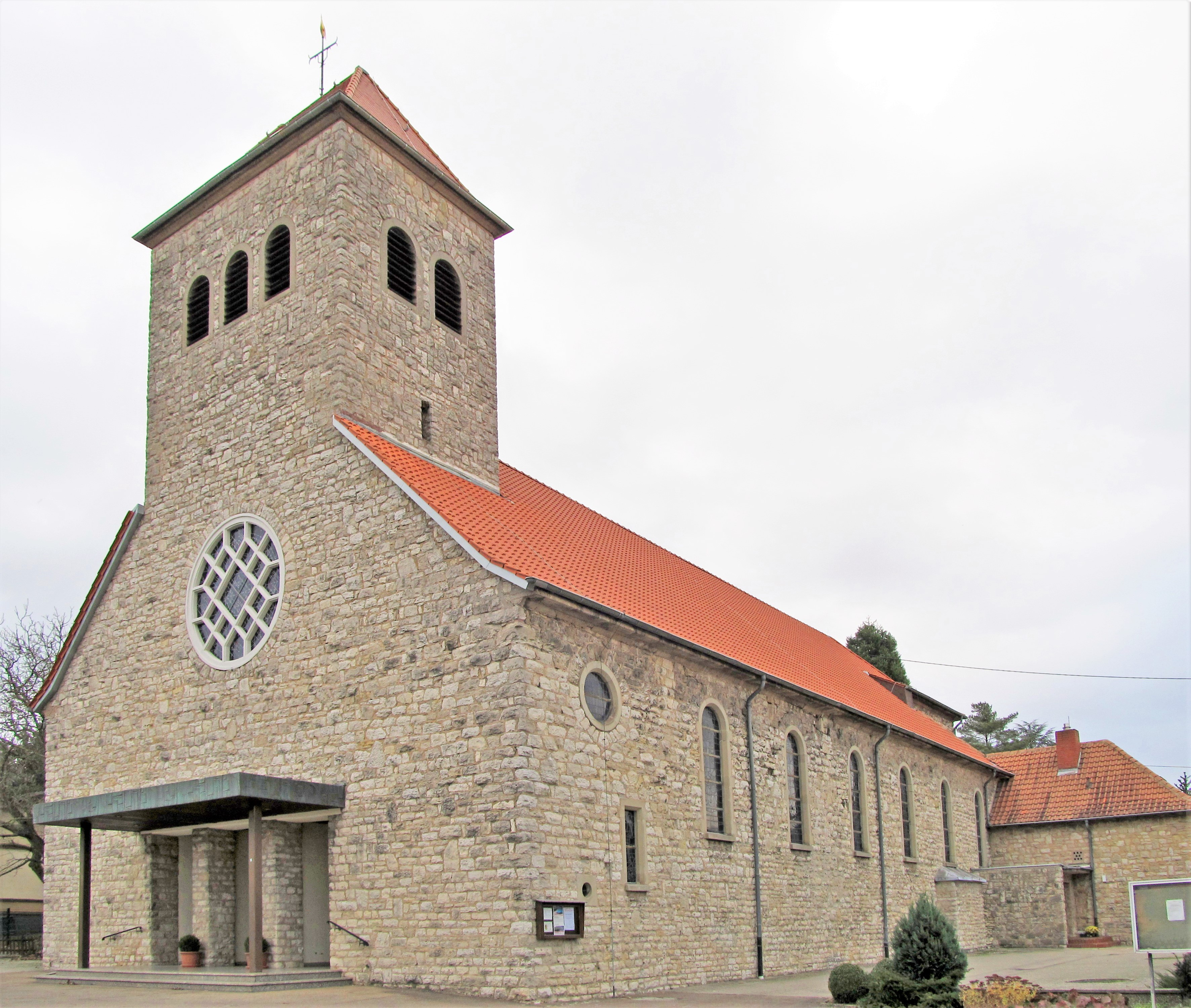
Kirche St. Lukas

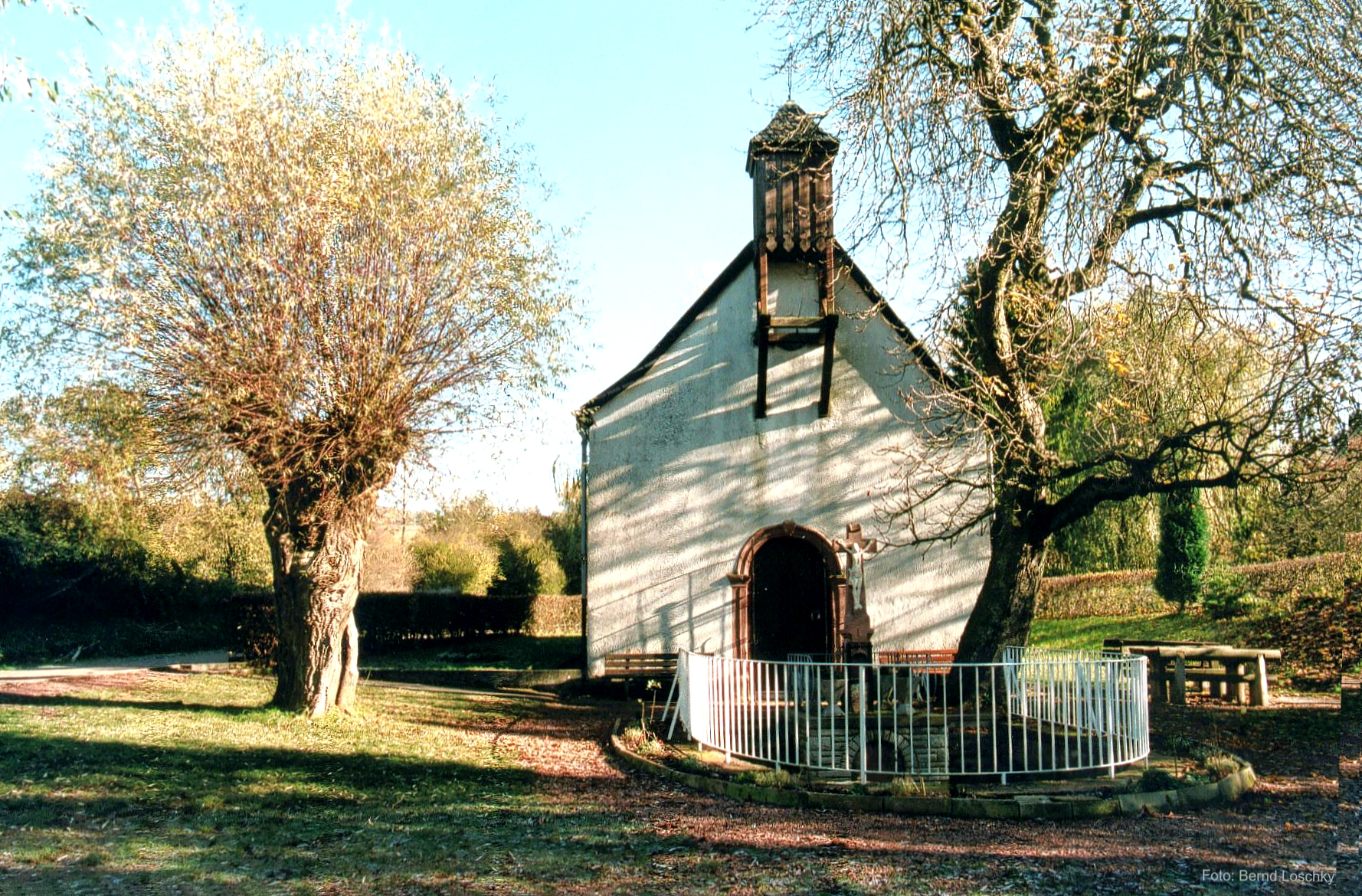
Wendelinuskapelle

Sehenswert ist die alte Kirche, die heute als Pfarr- und Jugendheim und als Kommunikationszentrum für Veranstaltungen genutzt wird. Der einfache Saalbau entstand 1779 durch Umbau und Erweiterung eines Vorgängerbaues des 17. Jahrhunderts durch den Saarbrücker Baumeister Lautemann.
Zur Pfarrei St. Lukas gehört die Wendelinuskapelle aus dem 18. Jahrhundert. Diese Kapelle befindet sich in den „Heiligengärten“. Vor der Wendelinuskapelle führen zwei Treppen aus Sandstein hinunter zum „Heiligenbrunnen“ (1862 im Bistumsarchiv Trier Abt. 70, Nr. 24). Hierhin pilgerten früher viele Prozessionen, weil diesem Wasser heilende Kraft zugeschrieben wurde. Oben vor dem Treppenbeginn steht ein altes Stockkreuz aus dem Jahre 1736.

## Wirtschaft
Seit 2007 produziert die Bliesgau Ölmühle auf dem Hartungshof heimische Speiseöle; die Ölpflanzen werden um Bliesransbach herum angebaut. Neben der Ölmühle ist ein Laden für den Werksverkauf. Mitinhaber ist Patric Bies.

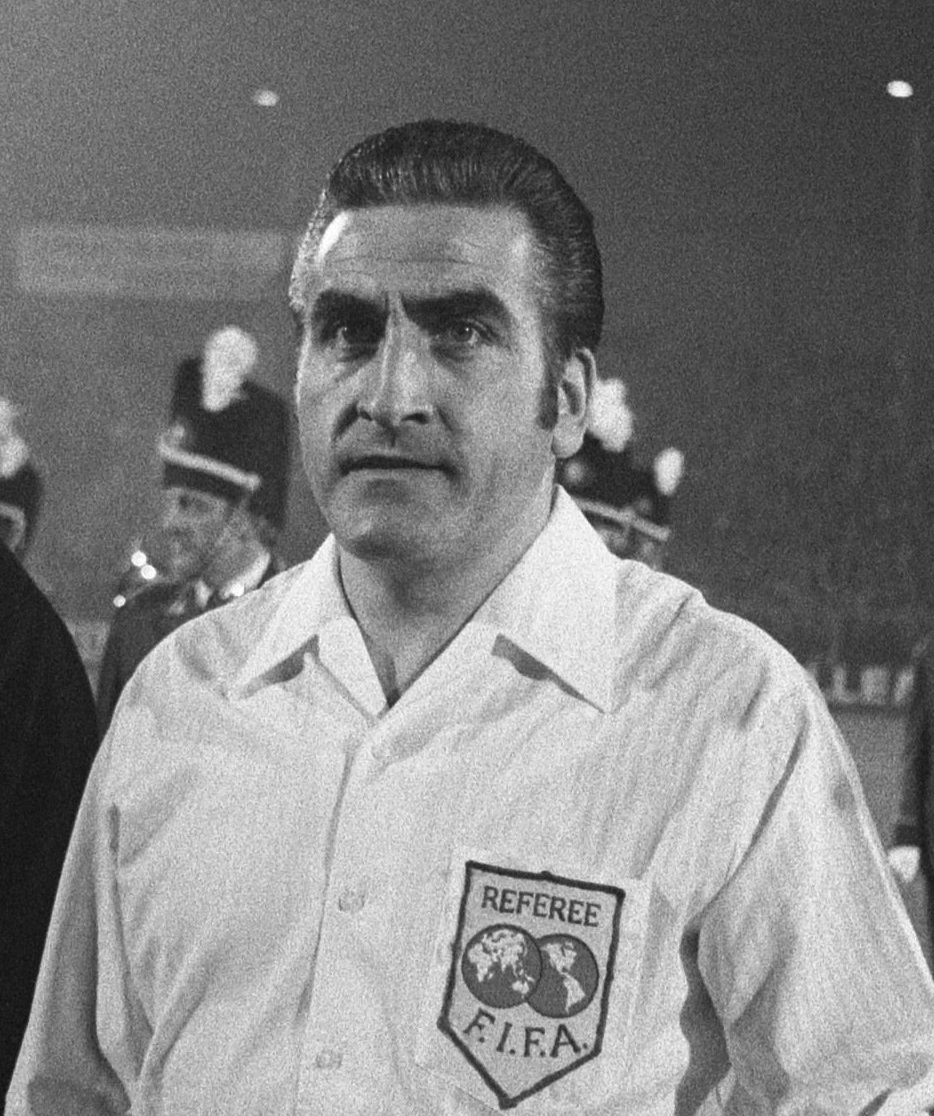
Ferdinand Biwersi (1971)

## Sport
Der SC Blies e. V. Bliesransbach wurde 1920 als Fußballverein gegründet.
TuS-Bliesransbach 1881 e. V.

## Persönlichkeiten
- Ferdinand Biwersi (1934–2013), Fußballschiedsrichter
- Thomas Kehl (* 1989), Bankkaufmann und Finanz-Youtuber (Finanzfluss)[12]
- Günter Lang (* 1942), Verwaltungsfachwirt und Kommunalpolitiker (SPD)
- Manfred Pohl (* 1944), Historiker und Volkswirt, Hochschullehrer